# Equipo Argentino de Antropología Forense

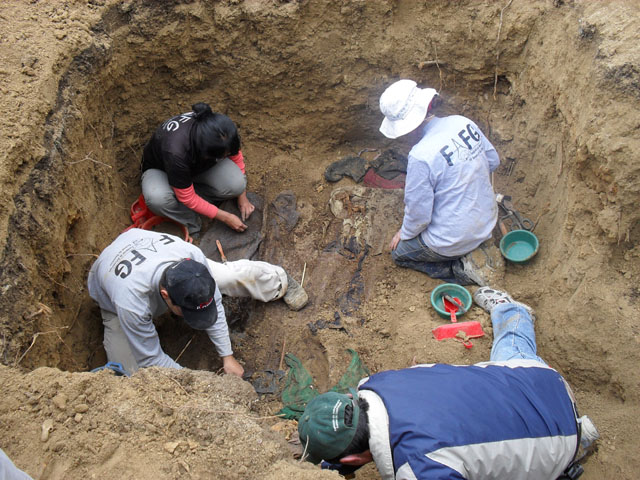
Exhumación (Fundación de Antropología Forense de Guatemala)

El Equipo Argentino de Antropología Forense (EAAF) es una organización no gubernamental y sin fines de lucro argentina de carácter científico creada en 1984 por iniciativa de las organizaciones de derechos humanos de la Argentina con el fin de desarrollar técnicas de antropología legal (antropología forense) que ayudaran a descubrir qué había sucedido con las personas desaparecidas durante la dictadura militar (1976-1983) y a restituirlos a sus respectivas familias. Desde el año 1986, el Equipo ha trabajado en 50 países de Latinoamérica, África, Europa y Asia; en lugares como Bosnia, Angola, Timor Oriental, Polinesia francesa, Croacia, Kurdistán iraquí, Kosovo y Sudáfrica.

## Origen
En 1983 concluyó en Argentina un período de 6 años de dictadura militar, durante los cuales el Estado Argentino cometió violaciones contra los derechos humanos. Las víctimas fueron principalmente militantes de organizaciones guerrilleras, sociales y su círculo social (contactos laborales y académicos, amistades, familiares, etcétera). Así como también personas pertenecientes a poblaciones socialmente vulneradas como la comunidad LGBT+ (especialmente feminidades trans) y pueblos originarios, entre otros. En muchos casos estas violaciones terminaron con sus vidas y sus cuerpos fueron ocultados. Inmediatamente después de recuperada la democracia en Argentina y de que entrara en funcionamiento la CONADEP, comenzaron a realizarse exhumaciones porque se sospechaba que muchas tumbas NN podían estar ocultando desaparecidos. Pronto fue evidente que se necesitaban métodos científicos que permitieran identificar los restos de los NN y para la restitución de los nietos apropiados e hijos. 
En búsqueda de pruebas que permitieran la identificación de sus nietos e hijos, las Abuelas de Plaza de Mayo viajaron a Estados Unidos donde recibieron el decisivo apoyo de la Asociación Estadounidense para el Avance de la Ciencia. Eric Stover, director del Programa del Ciencia y Derechos Humanos de la mencionada asociación, organizó un viaje junto con una delegación a Argentina, entre ellos se encontraba el Dr. Clyde Snow, experto en Antropología forense, quien convocó a antropólogos, arqueólogos y médicos para la exhumación e identificación de los esqueletos. Sobre esta base, en 1984 se creó el Equipo Argentino de Antropología Forense (EAAF), como una organización no gubernamental (ONG) y sin fines de lucro.

## Trabajo que realiza
El EAAF tiene como tarea la recuperación e identificación de los cuerpos de las personas desaparecidas y restablecer su identidad. Además se dedica a investigar y documentar las violaciones a los derechos humanos para aportar evidencia tanto para Comisiones de Investigación como en procesos penales.
El EAAF específicamente intenta recuperar e identificar los restos de víctimas de violaciones a los derechos humanos, restituirlos a sus familiares y brindar a la justicia y comisiones investigadoras los resultados de ese trabajo forense.
Durante todo el proceso de investigación, el EAAF trabaja con testigos y familiares de las víctimas. Con esta labor se busca aportar información y proveer evidencia en  los procesos penales nacionales, comisiones especiales de Investigación y Tribunales Internacionales correspondientes. El mayor objetivo que persigue la organización es asistir a los familiares de las víctimas en su derecho a la recuperación de los restos de sus seres queridos “desaparecidos”, de modo tal que puedan  cumplir con los ritos funerarios y el duelo a sus muertos según cada cultura.
Su funcionamiento se pone en marcha cuando una organización de derechos humanos, una comisión especial de investigación, un cuerpo internacional como Naciones Unidas o un cuerpo judicial requiere su asistencia. A partir de ese momento, el proceso de investigación sigue su curso a través de cinco áreas específicas: la de investigación, entrenamiento y asistencia, desarrollo científico, fortalecimiento del sector, y documentación y difusión.
Hoy, la ONG colabora en el entrenamiento de nuevos equipos en otros países donde las investigaciones sobre violaciones a los derechos humanos sean necesarias. Trabaja con organizaciones humanitarias, sistemas judiciales e institutos forenses en distintos país del mundo a los que se les dictan diferentes seminarios para su formación. Actualmente, el equipo trabaja en Latinoamérica, África, Asia y Europa.

## Actividad
Para lograr sus objetivos, el EAAF desarrolla programas que se dividen en cinco áreas:
- Investigación: se organiza en tres etapas:

1. Una etapa preliminar en la que se recopilan dos tipos de información: la historia del caso y los datos físicos de la víctima con fuentes escritas y orales. Por ejemplo, pueden ser desde la denuncia sobre la desaparición realizada ante la Justicia, organismo local o internacional hasta la causa judicial o los libros de inhumación de cadáveres de los cementerios. También se utilizan las actas de defunción, informes de autopsias, los archivos militares y policiales, registros dactiloscópicos, fotografías, archivos periodísticos y libros de investigación escritos sobre los hechos. Las fuentes orales más importantes utilizadas son los testimonios de personas relacionadas con la víctima (como por ejemplo familiares, compañeros, amigos); y las de las personas que fueron testigos de algunos hechos (sobrevivientes de los centros clandestinos de detención, sobrevivientes de matanzas, sepultureros de los cementerios o, por ejemplo, gente que ayudó a cavar la fosa donde fue enterrado el cuerpo). La información física de la persona desaparecida es solicitada a los familiares de la víctima. Con toda esa información se elabora la llamada ficha "premortem". A través de reiteradas entrevistas, la comparación de los datos relevados y el análisis de éstos permiten elaborar hipótesis acerca del destino de la persona buscada.[18]
2. Una etapa de análisis de la documentación y registros que tiene como fin establecer dónde pueden encontrarse los restos;
3. Una etapa arqueológica, similar a la arqueología clásica en un contexto médico legal. En esta etapa se utilizan también las técnicas de investigación genética a través del ADN y biogeoquímicas de isótopos estables.[19][20]

- Información y divulgación: que apunta a extender la información referente a la aplicación de esta ciencia para los casos de violaciones de los derechos humanos entre la comunidad afectada e interesada.
- Entrenamiento y asesoramiento: apunta a incrementar los conocimientos de expertos y activistas interesados en la investigación de la temática.
- Fortalecer el sector: colabora con la promoción de patrones internacionales de investigación sobre el tema.
- Desarrollo científico: para ello apuesta a mejorar la calidad de las herramientas científicas e idea nuevos instrumentos.[21]

El EAAF fue pionero en el desarrollo de estas técnicas. Dice Clyde Snow que:

por primera vez en la historia de la investigación de violaciones a los derechos humanos empezamos a usar metodología científica para investigar estos crímenes. Aunque empezamos de a poco, produjo una verdadera revolución en el modo en que se investigan las violaciones a los derechos humanos. La idea de usar la ciencia en el área de derechos humanos comenzó aquí en la Argentina y ahora se usa en todo el mundo. El equipo llevó la idea a todo el mundo y ayudó a la formación de equipos en otros países como Guatemala, Chile, Perú. Los países europeos tienen ahora sus equipos de antropología forense. Pero los argentinos fueron los pioneros... Cuando comenzamos, ellos recibieron amenazas de muerte. Yo recibí algunas llamadas nocturnas extrañas pero como mi español era tan malo no entendía.

Según los datos obtenidos, hasta diciembre de 2014 el EAAF había logrado identificar los restos de 630 personas.
Claudio, un hijo de desaparecidos que buscaba a sus padres dice:

Me acuerdo de que llegué a mi casa y me estaba esperando Alejandro (Incháurregui, médico e integrante del EAAF) con mi mamá adoptiva. Y me contó todo, quienes eran mis viejos, que eran desaparecidos... Y supe también que tenía un hermano.

El EAAF ha trabajado en 30 países de Latinoamérica, África, Europa y Asia; en lugares como Bosnia, Angola, Timor Oriental, Polinesia francesa, Croacia, Kurdistán iraquí, Kosovo y Sudáfrica. El EAAF trabajó y trabaja también en Centroamérica, en Chile, en Chipre, en el Congo y hoy capacita a futuros profesionales en Vietnam y Tailandia. En sus oficinas argentinas, en cajas de archivo, todavía hay setecientas osamentas que esperan recuperar su identidad.

## Laboratorio de Genética Forense (LGF-EAAF)
Fundado en 2006, el Laboratorio de Genética Forense del Equipo Argentino de Antropología Forense (LGF-EAAF) es único en su tipo en Argentina. Se especializa en aplicar la  genética para la identificación de personas desaparecidas, especialmente para procesar muestras óseas críticas y de larga data. Realiza desde la extracción de ADN hasta la obtención del perfil genético, empleando tecnología de última generación de la Biología Molecular, tanto para el procesamiento de muestras de referencia de familiares como de muestras dubitadas de posibles desaparecidos. 
Para realizar identificaciones, el laboratorio obtiene información de hasta 40 marcadores genéticos del ADN nuclear, que confieren un alto poder de discriminación. Los mismos marcadores son utilizados por laboratorios de genética forense del mundo, permitiendo la comparación de los resultados con los de otros centros científicos. El LGF-EAAF utiliza un software de comparación masiva poderoso, que permite comparar una gran cantidad de perfiles genéticos de familiares reclamantes con perfiles genéticos de restos óseos dubitados con el objetivo de lograr la identificación de los últimos.

## Identificación del Che Guevara
El EAAF se ha vuelto mundialmente conocido también por haber identificado el cuerpo del Che Guevara en Bolivia el 28 de junio de 1997. Sus restos fueron trasladados hacia Cuba, donde descansan en Santa Clara conmemorando su heroica gesta en la Revolución.

## Cementerio de Avellaneda
Hasta el año 2006, el EAAF ha restituido los restos de 300 individuos provenientes de 15 enterramientos de todo el país. En el Cementerio de Avellaneda el EAAF reconoció el cuerpo de María Cristina Lanzillotto, en una fosa común donde fueron halladas 20 personas más.
En Avellaneda, en equipo extrajo entre 1988 y 1992 del denominado sector 134 un total de 336 esqueletos; 59 eran de mujeres entre los que se encontraron los restos de la riojana Cristina Lanzillotto, cuyo cuerpo se restituyó el 11 de abril de 2006.
En el año 2006 el EAAF identificó en el Cementerio de Avellaneda a cinco cuerpos exhumados pertenecientes a Miguel Ángel Mastrogiovanni, Ismael Monzón, Ana María Liendo, Juan Benítez y Alberto Eduardo Delfino.
En 2012 el Equipo recuperó, en el mismo cementerio, los restos de Gregorio Marcelo Sember, desaparecido el 30 de mayo de 1976, así como los restos de Modesto Oreste Caballero, secuestrado el 21 de enero de 1977. También en 2012 el Equipo recuperó de ese cementerio los restos del actor marplatense Carlos Waiz, desaparecido el 26 de enero de 1977.
En agosto del 2013 encontraron en el Cementerio de Avellaneda el cuerpo de María del Valle Santucho, figurando en una fosa común como NN. Era militate del Ejército Revolucionario del Pueblo (ERP) y del Partido Revolucionario de los Trabajadores (PRT) y fue secuestrada el 19 de diciembre de 1975 en la Localidad de Lomas de Zamora junto con dos compañeros.

## Identificación de soldados caídos en Malvinas
En el invierno austral de 2017 el EAAF trabajó en la identificación de 90 soldados muertos durante la Guerra de Malvinas, que hasta ese momento permanecían como cuerpos anónimos. Luis Fondebrider, director del equipo, fue uno de los argentinos que viajó a las Islas Malvinas para iniciar el proceso de identificación de los soldados. “En el 2012, el gobierno nacional nos convoca a trabajar y comenzamos a entrevistar a familiares que aún no sabían en qué lugar estaba enterrado su hijo, su hermano, su padre. Fueron 107 familias las que prestaron su consentimiento, aportaron datos físicos de sus seres queridos y dieron muestras de ADN para el proceso de identificación. Luego de las negociaciones diplomáticas, en noviembre de 2016, se firma el proyecto entre Argentina y Reino Unido que determinó que la Cruz Roja Internacional iba a coordinar el equipo de trabajo. Finalmente, a mediados de junio del 2017 viajamos a las Islas un equipo de 14 profesionales, tres personas de Argentina, tres personas de Inglaterra y colegas de otros países convocados por la Cruz Roja”, relata.
Son 148 las familias que tienen su familiar caído durante la guerra de Malvinas y aún no saben dónde está. El EAAF trabajó sin descanso durante junio, julio y agosto para recabar las muestras genéticas y ponerlas en comparación con la información aportada por las familias.
“Trabajamos en 121 sepulturas que tenían la placa ´soldado argentino solo conocido por Dios`. Los cuerpos se analizaron desde el punto de vista multidisciplinario -porque aquí interviene la genética, la medicina, la odontología y la antropología-, se tomaron muestras y se volvieron a enterrar en cada sepultura.  Al mismo tiempo, en nuestro laboratorio de Córdoba, se compararon las muestras aportadas por las 107 familias junto con las muestras que tomamos de los cuerpos, y pudimos identificar a 90 soldados”.
Si bien todavía hay familiares que, por diferentes razones no aportaron su muestra de ADN, los análisis de todos los cuerpos enterrados sin identidad fueron realizados para que cuando la familia lo desee, pueda iniciar el proceso de identificación.
“Desde el punto de vista técnico forense, el proceso de identificación de los cuerpos en Malvinas y el de los desaparecidos es similar, aunque el contexto es muy diferente. Para identificar un cuerpo se comparan información, y si hay una suficiente cantidad de coincidencias se puede identificar a esa persona, que deja de ser una persona sin nombre para devolverle su identidad”, afirma Fondebrider....".
En julio de 2019 llegan a 114 los soldados identificados.

## Homicidio de Marina Menegazzo y María José Coni
El EAAF fue organización que designó Luis Juez, embajador de Argentina en Ecuador, por el doble homicidio de las jóvenes mendocinas ocurrido en la localidad ecuatoriana de Montañita.

## Miembros
La institución tiene 65 miembros repartidos en Buenos Aires, Tucumán, Nueva York, México y Sudáfrica. Algunos de los científicos miembros del EAAF son:  Luis Fondebrider, Silvina Turner, Mercedes Doretti, Patricia Bernardi, Rafael Mazzella, Daniel Bustamante, Carlos Somigliana,, Cecilia Ayerdi, Andrea del Río. Fueron parte del EAAF Clyde Snow, Darío Olmo, Anahí Ginarte, Sofía Egaña, Miguel Nieva, Douglas L. Cairns.

## Reconocimientos
- En 2008 la Fundación Konex reconoció al EAAF con el Diploma al Mérito de los Premios Konex en la disciplina Entidades de Investigación Científica y Tecnológica, por su destacada labor en la década 1998-2007 en la Argentina.
- En julio de 2014, en la conmemoración del 30.º aniversario de la creación del EAFF, la presidenta de Abuelas de Plaza de Mayo, Estela de Carlotto, agradeció a los antropólogos que trabajan en la identificación de los desaparecidos.[35]
- En 2018 recibió su segundo Premio Konex, esta vez el de Platino, en la disciplina de Entidades de la Sociedad Civil.[36]